# Барбат-на-Рабу
44°44′ пн. ш. 14°48′ сх. д. / 44.73° пн. ш. 14.8° сх. д.
Барбат-на-Рабу (хорв. Barbat na Rabu) — населений пункт у Хорватії, у Приморсько-Горанській жупанії у складі міста Раб.

## Населення
Населення за даними перепису 2011 року становило 1242 осіб.
Динаміка чисельності населення поселення:

## Клімат
Середня річна температура становить 14,33 °C, середня максимальна – 26,68 °C, а середня мінімальна – 2,94 °C. Середня річна кількість опадів – 1051 мм.
| Клімат поселення                              | Клімат поселення | Клімат поселення | Клімат поселення | Клімат поселення | Клімат поселення | Клімат поселення | Клімат поселення | Клімат поселення | Клімат поселення | Клімат поселення | Клімат поселення | Клімат поселення | Клімат поселення |
| Показник                                      | Січ.             | Лют.             | Бер.             | Квіт.            | Трав.            | Черв.            | Лип.             | Серп.            | Вер.             | Жовт.            | Лист.            | Груд.            |                  |
| Середній максимум, °C                         | 9,70             | 9,71             | 11,87            | 15,62            | 20,75            | 24,62            | 26,57            | 26,68            | 22,21            | 17,81            | 12,82            | 10,41            |                  |
| Середня температура, °C                       | 6,32             | 6,33             | 8,50             | 12,25            | 17,38            | 21,24            | 23,81            | 23,91            | 19,42            | 15,03            | 10,05            | 7,62             |                  |
| Середній мінімум, °C                          | 2,94             | 2,95             | 5,13             | 8,88             | 14,01            | 17,87            | 21,04            | 21,14            | 16,68            | 12,26            | 7,28             | 4,88             |                  |
| Норма опадів, мм                              | 85               | 72               | 72               | 76               | 74               | 74               | 43               | 63               | 119              | 133              | 133              | 107              |                  |
| Середньомісячна швидкість вітру, м/с          | 3.04             | 3.16             | 3.24             | 3.04             | 2.73             | 2.55             | 2.56             | 2.53             | 2.70             | 2.93             | 3.38             | 3.28             |                  |
| Середньомісячна сонячна радіація, кДж/м²·день | 4600             | 7399             | 10859            | 15565            | 19988            | 21888            | 23425            | 20416            | 14848            | 9512             | 5085             | 3898             |                  |
| --------------------------------------------- | ---------------- | ---------------- | ---------------- | ---------------- | ---------------- | ---------------- | ---------------- | ---------------- | ---------------- | ---------------- | ---------------- | ---------------- | ---------------- |
| Джерело:                                      |                  |                  |                  |                  |                  |                  |                  |                  |                  |                  |                  |                  |                  |